# St. Ulrich und Wolfgang (Tiefenthal)

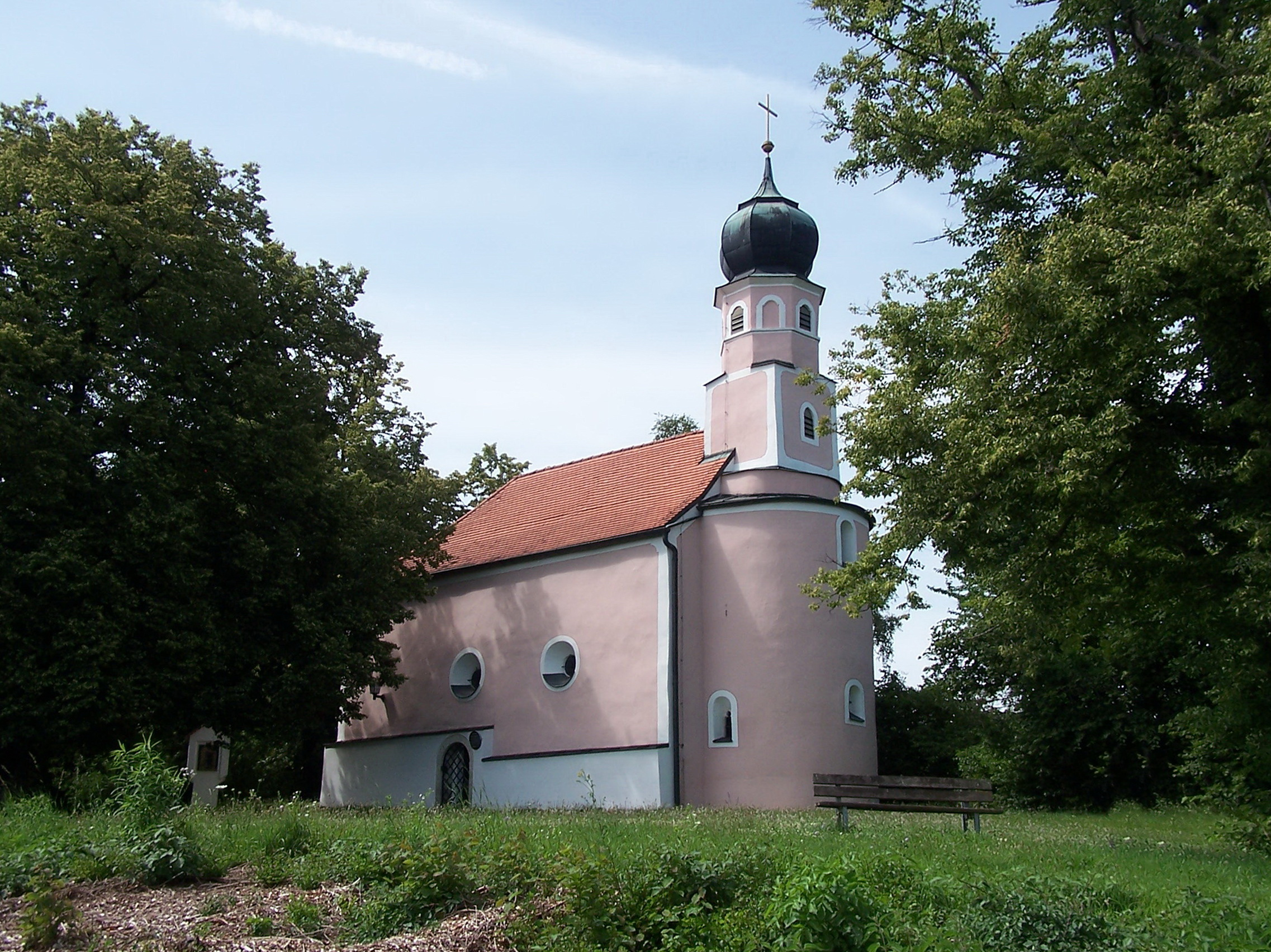
Bergkirche St. Ulrich und Wolfgang, Tiefenthal

Die römisch-katholische Kirche St. Ulrich und Wolfgang (Ulrichs-Wolfgangskapelle) ist eine Bergkirche (früher Burgkapelle) in Tiefenthal, einem Dorf und Ortsteil der Stadt Wörth an der Donau in der Oberpfalz in Bayern. Ursprünglich wurde sie im romanischen Stil errichtet und gehört als Nebenkirche zur Pfarrei Pondorf im Bistum Regensburg.

## Geschichte und Baubeschreibung
Die Ulrichs-Wolfgangskapelle ist als Doppelkapelle errichtet worden und hatte zwei Geschosse übereinander. Doppelkapellen sind fast immer mit Herrensitzen, oft als Burgkapelle, in Verbindung zu bringen, da meistens der sakrale Raum im Erdgeschoss lag und das Obergeschoss zu Wohnzwecken diente. Die Tiefenthaler Doppelkapelle war jedoch eine Kirche mit zwei kirchlichen Räumen übereinander. Hierfür gibt es zahlreiche und eindeutige Hinweise im Bauwerk. Ihre Entstehung geht vermutlich auf das 11. oder 12. Jahrhundert zurück. Von der Burg ist heute nichts mehr vorhanden, sie wurde vor 1400 aufgegeben und im Jahr 1401 als Burgstall Tiefenthal erwähnt.
→ Artikel Burgstall Tiefenthal

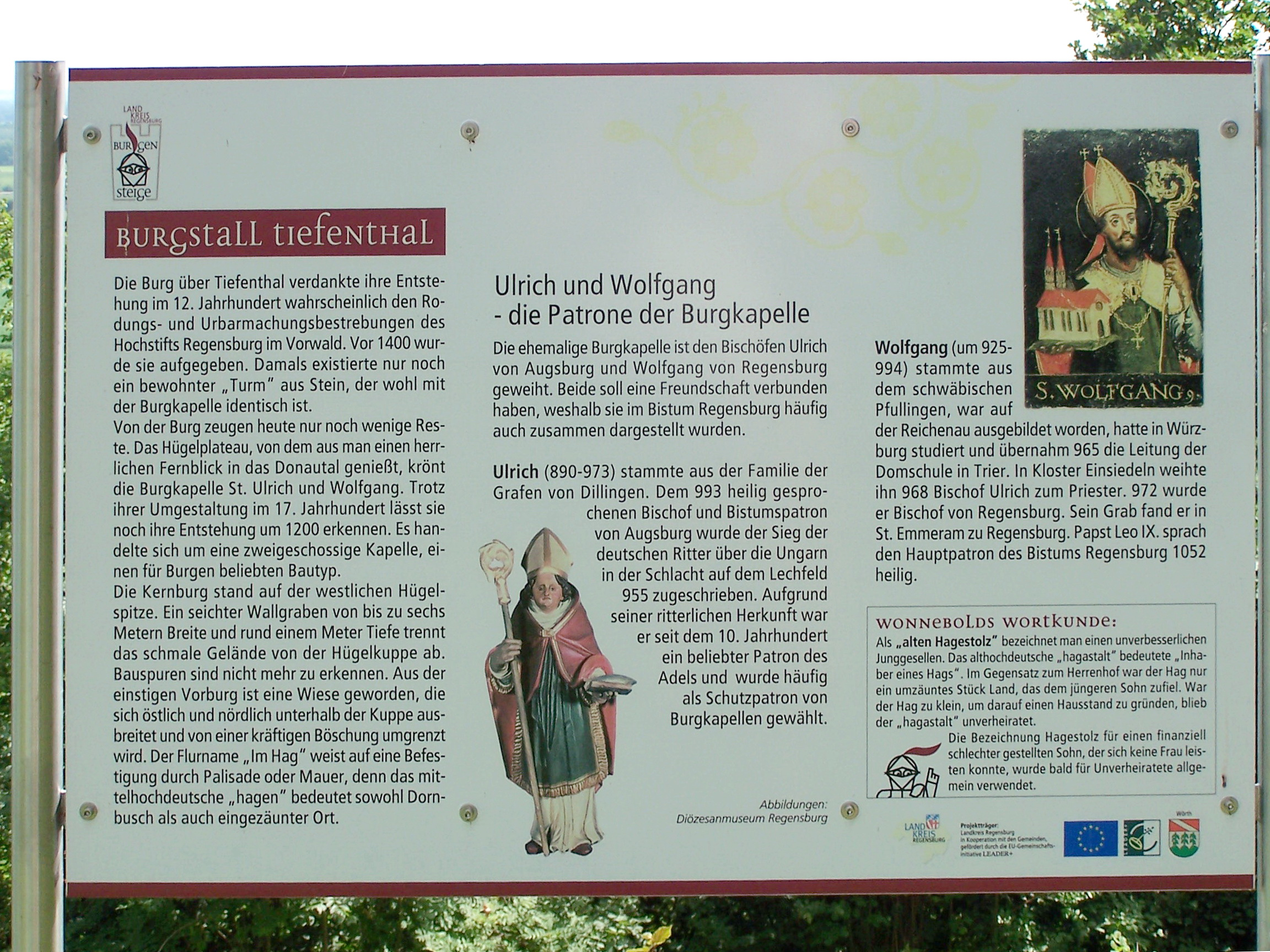
Infotafel vor der Kirche

Die Kirche bietet eine Fülle von Besonderheiten. Der ursprünglich romanische Bau enthält in den Spitzbogengewänden des südlichen Apsisfensters Elemente der Gotik und es wurde im 17. Jahrhundert über der romanischen Apsis ein barocker Turm mit Zwiebelhaube gebaut.
Der Altar entstand um die Mitte des 17. Jahrhunderts und das Altarbild, das auf Holztafeln gemalt ist und von zwei Säulen flankiert wird, zeigt die heiligen Wolfgang, Ulrich und Albertus. Daneben sind die bemalten Holzfiguren von Sankt Nikolaus und Sankt Sebastian unter Volutenbaldachinen. Beide Figuren stammen wohl aus dem 16. Jahrhundert und sind in Kirchen des süddeutschen Raums recht häufig.
An der Südwand des Langhauses beim Eingang ist die bemalte Holzfigur des heiligen Wolfgang zu sehen. Sie gilt als die älteste Holzfigur im großen Umkreis.
Aus der Barockzeit stammen auch Holzfiguren der Schmerzhaften Mutter Gottes, des heiligen Florian sowie des heiligen Sebastian.
In den Jahren 1932, 1968 sowie 1986 und 1987 wurden Außen- und Innenrenovierungen durchgeführt. Im Jahr 2009 standen wiederum Außenrenovierungen an und die Zwiebelhaube des Kirchturms wurde erneuert. Die letzte Innenrenovierung erfolgte im Jahr 2013.

## Glocken
Im Turm hingen zwei Glocken, gegossen von Johann Gordian Schelchshorn in Regensburg um das Jahr 1666. Eine davon wurde im Zweiten Weltkrieg eingeschmolzen und im Jahr 1947 wieder ersetzt. Seit den 1960er Jahren wird das Geläut elektrisch betrieben.